# Angelo Davì
Angelo Davì (Messina, 26 marzo 1949) è un giurista italiano, professore emerito di diritto internazionale e di diritto internazionale privato nella Facoltà di giurisprudenza dell'Università degli Studi di Roma "La Sapienza".

## Biografia
Dopo la laurea in giurisprudenza presso la Facoltà di Giurisprudenza dell'Università di Messina, Angelo Davì è diventato assistente nella Facoltà di giurisprudenza dell’Università degli Studi di Roma "La Sapienza", dove ha collaborato prima con Rolando Quadri e poi con Gaetano Arangio-Ruiz. 
In seguito è stato professore associato nella Facoltà di scienze politiche dell'Università di Cagliari, professore straordinario nella Facoltà di giurisprudenza dell'Università di Catania, professore ordinario nella Facoltà di giurisprudenza dell'Università di Firenze. Angelo Davì è stato infine chiamato nel 1996 presso la Facoltà giuridica della "Sapienza", dove ha insegnato diritto internazionale e diritto internazionale privato. 
Nel 2023 è stato eletto membro dell'Accademia Nazionale dei Lincei. È altresì socio non residente dell'Accademia delle Scienze dell'Istituto di Bologna dal 2021 e nel 2017 è stato eletto membro dell'Accademia internazionale di diritto comparato
Angelo Davì è iscritto all’ordine degli avvocati di Roma. Svolge consulenze per questioni di diritto internazionale privato.
Angelo Davì è stato membro della delegazione italiana alla sedicesima sessione della Conferenza dell’Aja di diritto internazionale privato (1988); rappresentante del governo italiano alla IV Conferenza specializzata interamericana sul diritto internazionale privato (CIDIP IV) di Montevideo (1989); membro della commissione costituita dal Ministero di Grazia e Giustizia per l’elaborazione di un progetto di legge di riforma del diritto dell’adozione (1989).  
È componente del Comitato scientifico della rivista Cuadernos de derecho transnacional e dell'Editorial Board di The Italian Review of International and Comparative Law.
È autore di monografie e di numerosi articoli in riviste scientifiche, voci di enciclopedie e capitoli di libri.
Per l'opera Le renvoi en droit international privé contemporain ha ricevuto nel 2013 il Premio del Ministro per i Beni e le Attività culturali, assegnato dall’Accademia Nazionale dei Lincei.
Angelo Davì è stato coordinatore scientifico della ricerca su The Europeanization of Private International Law of Successions, finanziata dalla Commissione dell'Unione europea e che ha condotto alla pubblicazione del volume The EU Succession Regulation: A Commentary, edito da Cambridge University Press nel 2016, di cui Angelo Davì è curatore insieme ai colleghi Alfonso-Luís Calvo Caravaca e Heinz-Peter Mansel.

## Opere
L’adozione nel diritto internazionale privato italiano (1981); 

L'intervento davanti alla Corte internazionale di giustizia (1984); 

Comunità europee e sanzioni economiche internazionali (1993); 

La responsabilità extracontrattuale nel nuovo diritto internazionale privato italiano (1997); 

Le renvoi en droit international privé contemporain (2012, pubblicato nel Recueil des cours de l’Académie de droit international de La Haye); 

Il nuovo diritto internazionale privato europeo delle successioni (2014, con Alessandra Zanobetti);

The EU Succession Regulation: A Commentary (2016, curatore assieme a A.L. Calvo Caravaca e H.-P. Mansel);

Introduzione al regolamento europeo sulle successioni (2019). 